# ДОТ № 487 (КиУР)

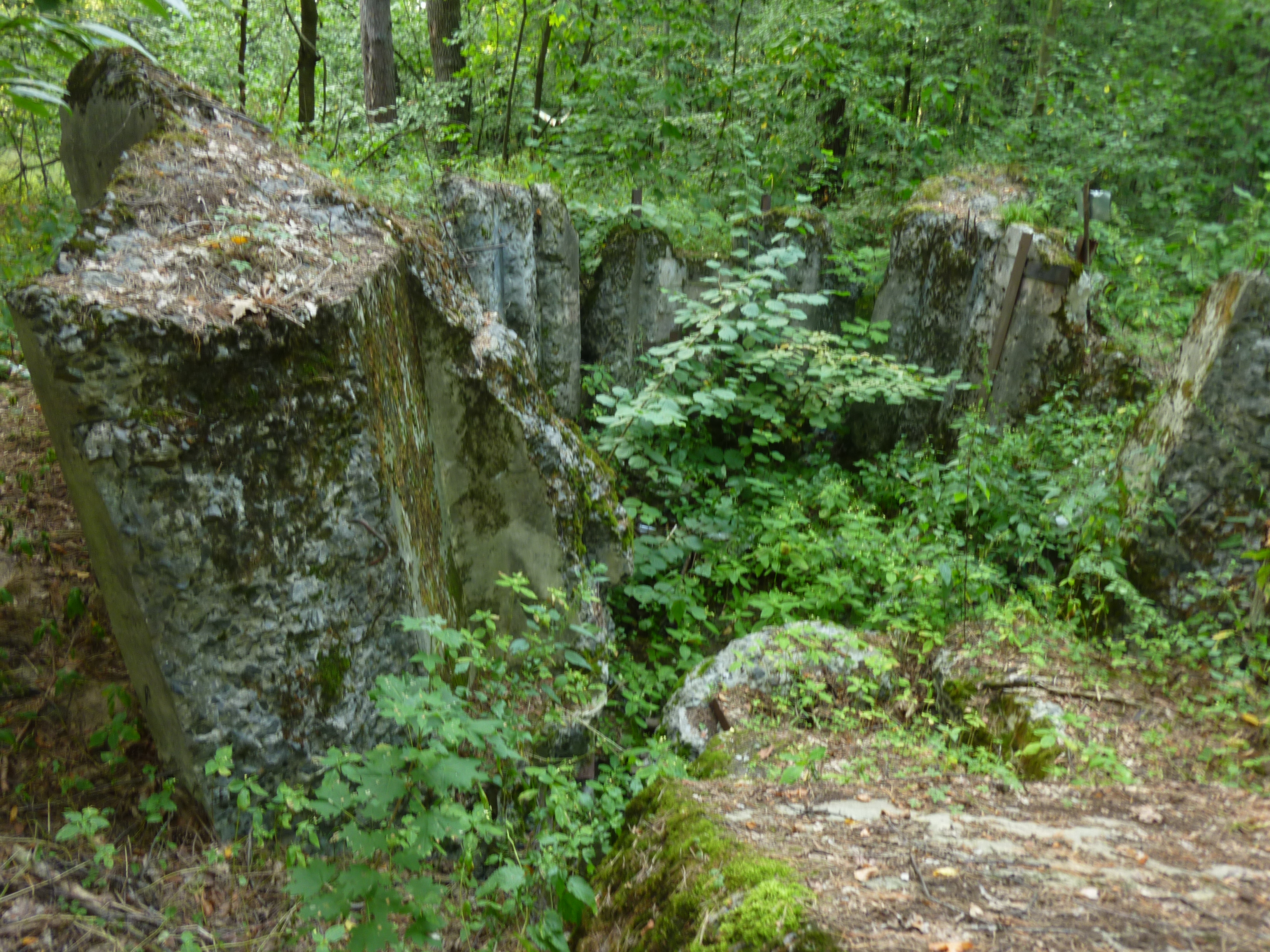
Руины ДОТ № 487

ДОТ № 487 — долговременная огневая точка, входившая в первую линию обороны Киевского укрепрайона близ населённого пункта Горенка.

## Конструкция
Сооружение построено в период 1929—1935 годов на западном участке обороны Киева в глубине обороны для огневого контроля над дорогой Киев - Коростень (Гостомельское шоссе). ДОТ № 487 имеет 2 этажа и три пулемётных амбразуры для станковых пулемётов, его класс стойкости «М2», то есть он способен выдержать 1 попадание 152-мм гаубицы. Лес и рельеф местности на данном участке не давал этому фортификационной сооружению вести огонь на всю дистанцию эффективной стрельбы.

## Служба

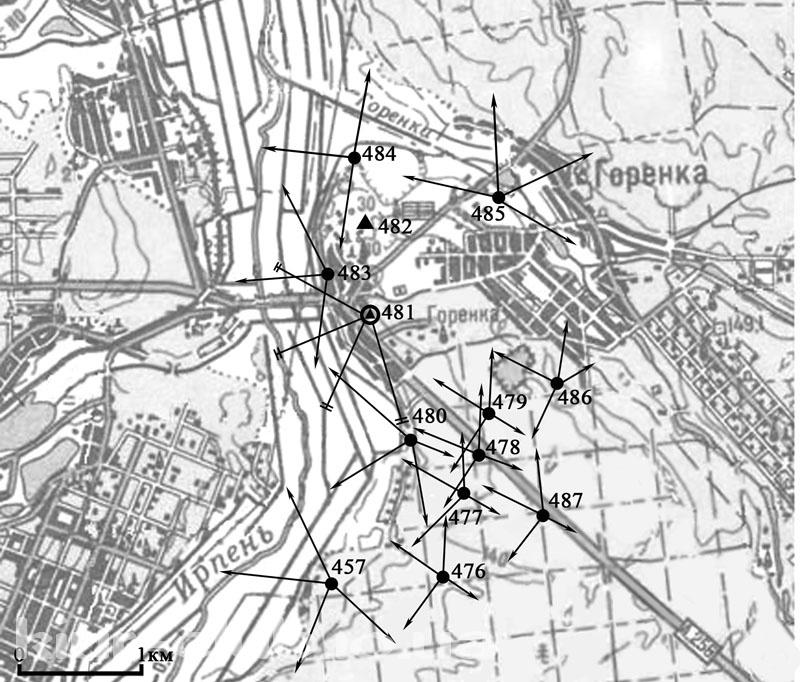
ДОТ № 487 в системе обороны 1-го БРО КиУР

Фортификационное сооружение приняло участие в Отечественной войне и организационно входило в 1-й батальонный район обороны (БРО) КиУР, прикрывающего участок Мостище - Горенка. Гарнизон сооружения состоял из бойцов 161-го отдельного пулемётного батальона КиУР.
Во время первого генерального штурма КиУР, который начали войска 29-го армейского корпуса вермахта 4 августа 1941 года, ДОТ находился на спокойном участке фронта. Во время второго штурма КиУР, который начался 16 сентября 1941 года, ДОТ № 487 не имел боевого контакта с врагом. Днём 18 сентября войска 37-я армии Юго-Западного фронта получают приказ-разрешение на оставление города Киев и КиУР. Гарнизоны долговременных сооружений были одними из последних, кто уходил на левый берег реки Днепр. Среди них был и гарнизон ДОТ № 487. Не исключено, что пулемёты и внутреннее оборудование было выведено из строя гарнизоном. Днём 19 сентября передовые части 71 пехотной дивизии заняли территорию 1-го БРО без боя, задерживая лишь красноармейцев-дезертиров и перебежчиков. Обстоятельства подрыва ДОТ неизвестны. Возможно немецкие сапёры взорвали ДОТ во время зачистки после 19 сентября, возможно сооружение было уничтожено во время боёв осенью 1943 года.

## Настоящее время
ДОТ полностью разрушен.

## Галерея

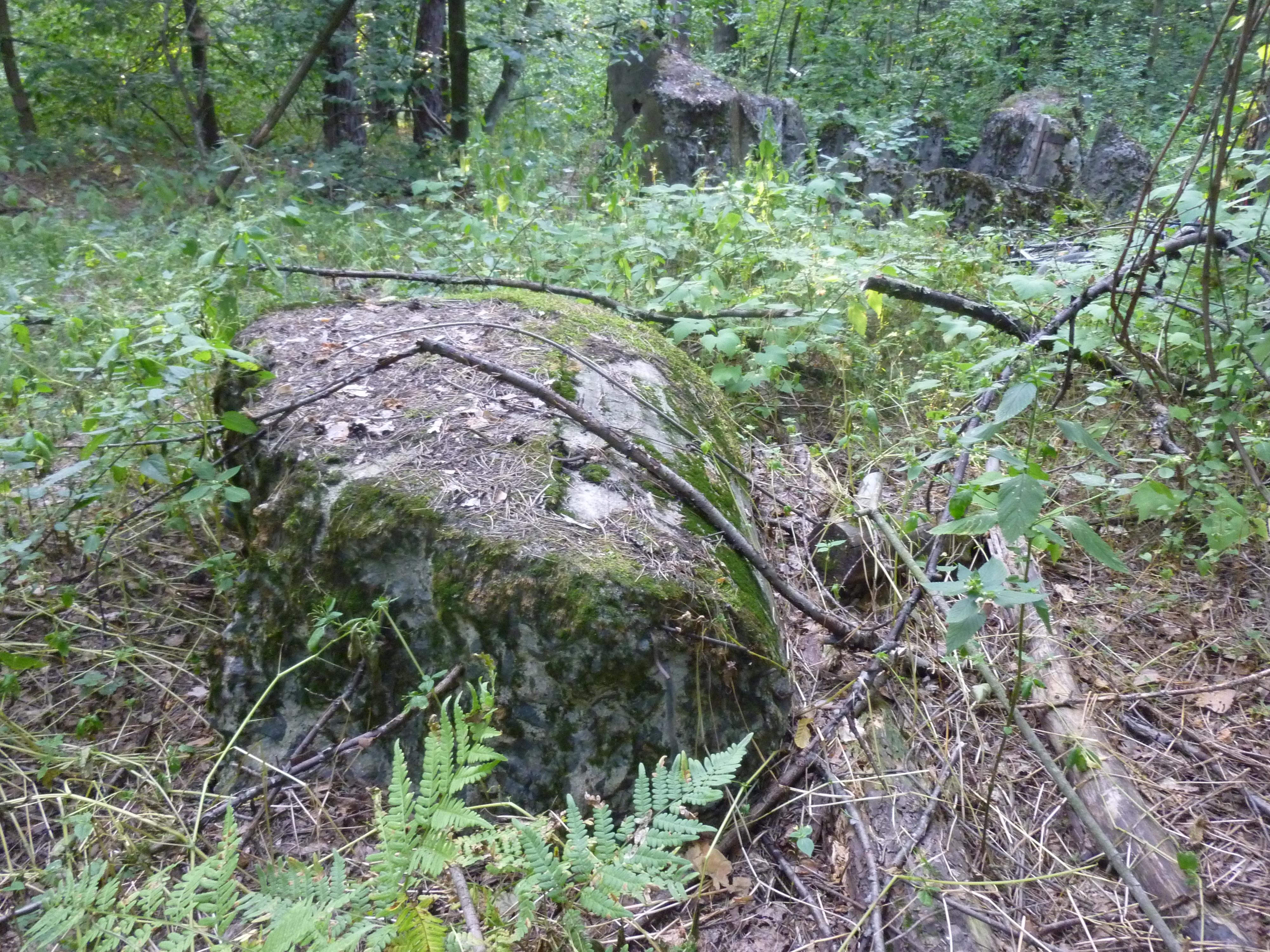
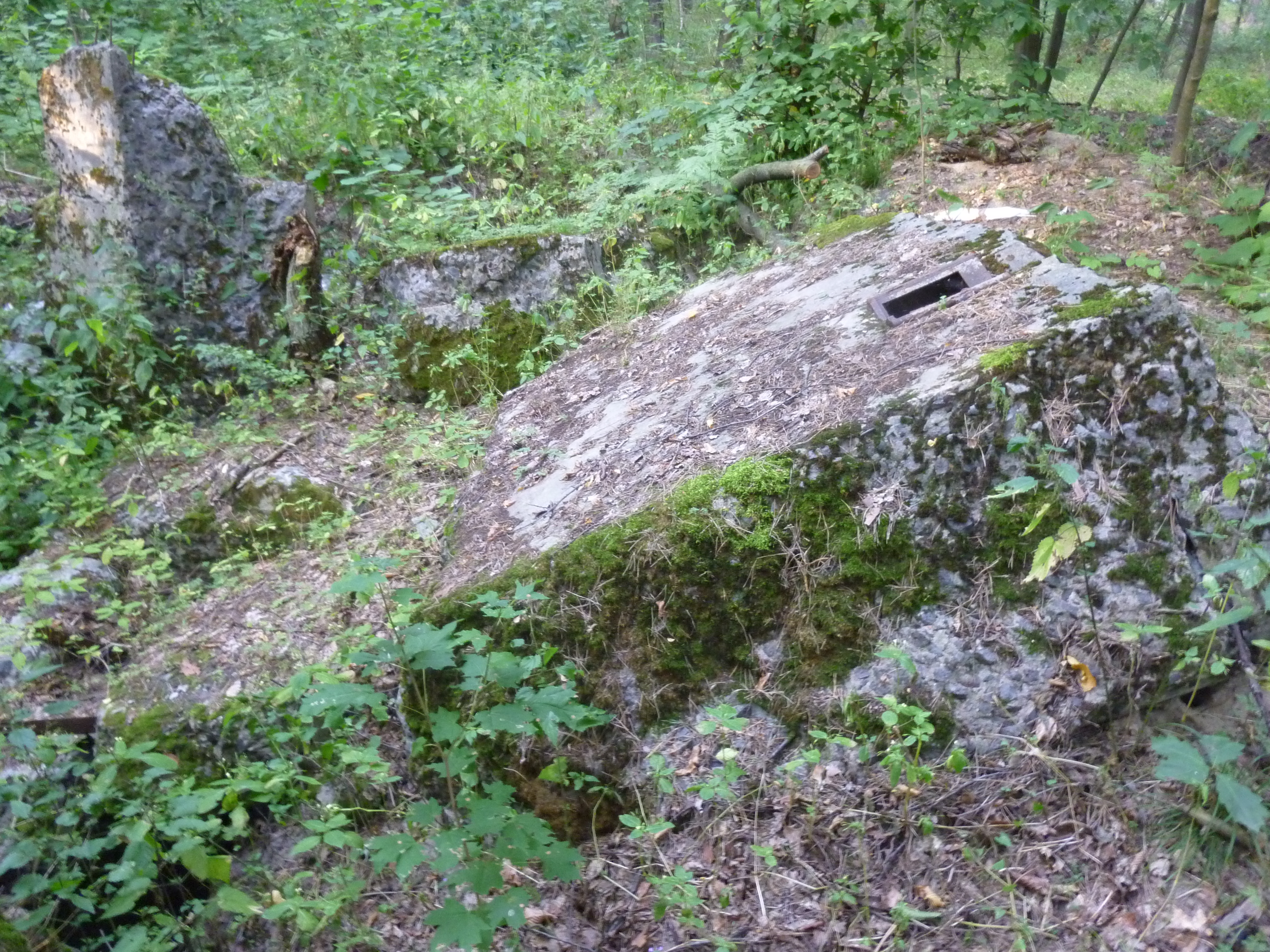
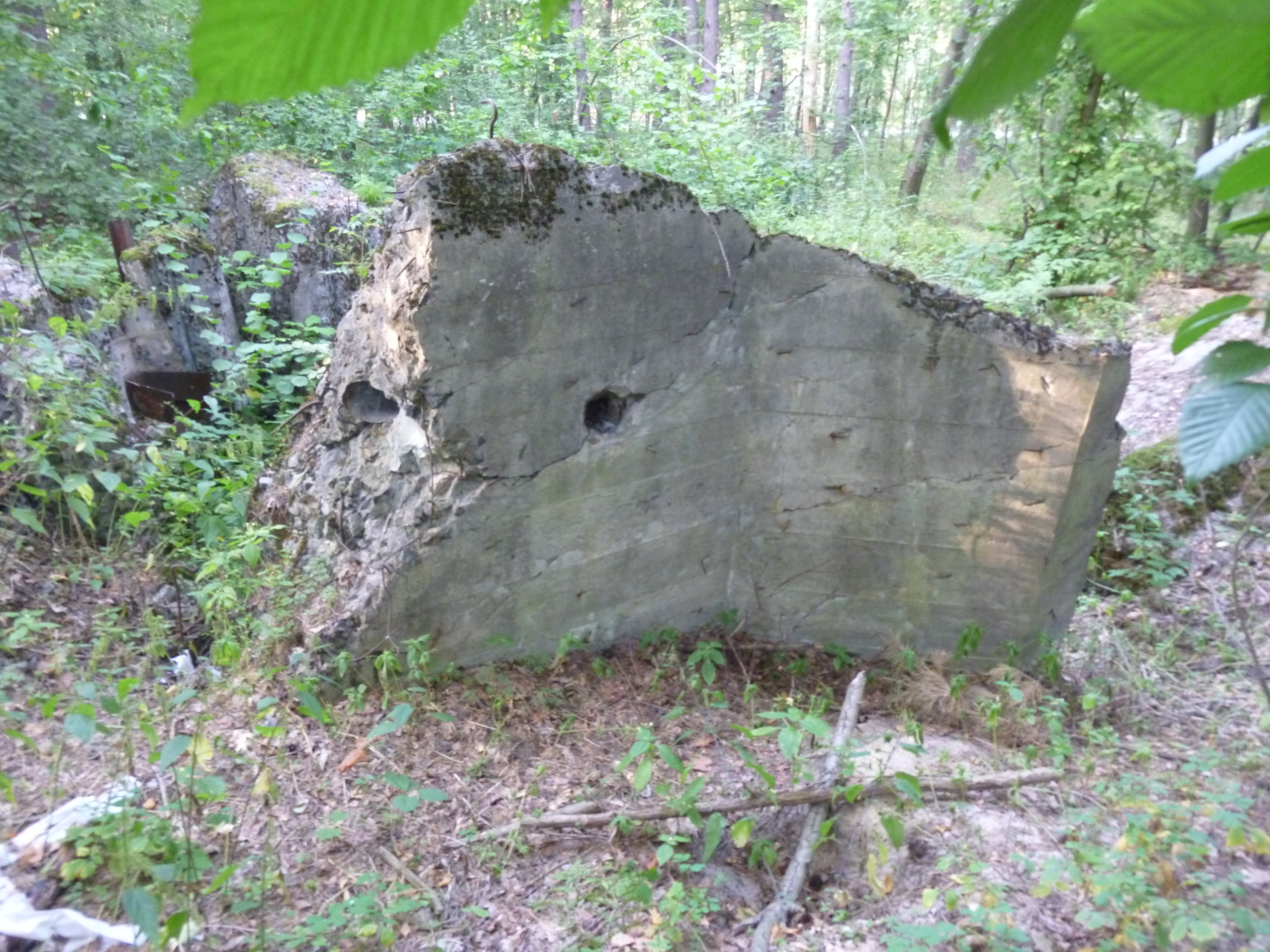
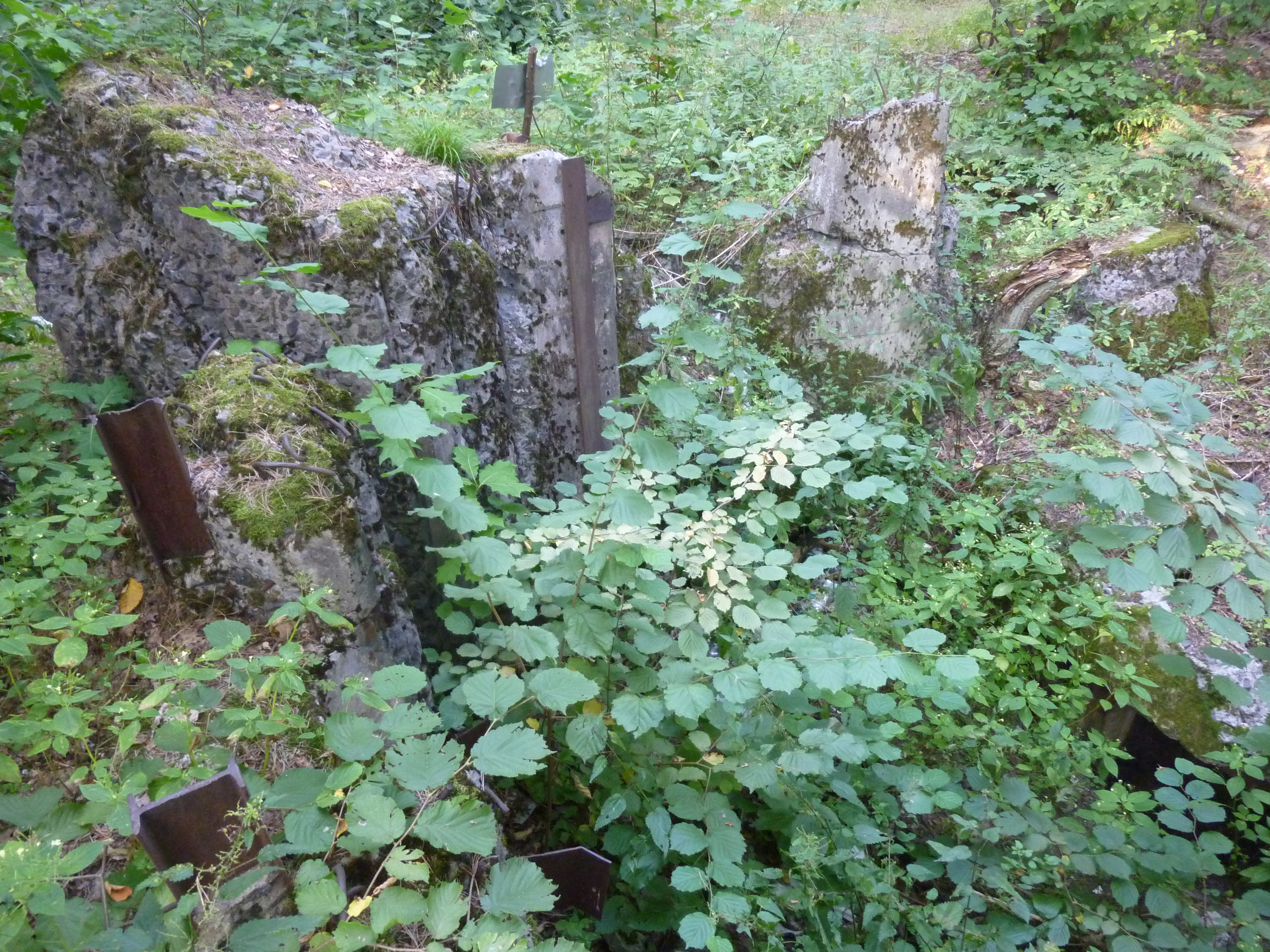
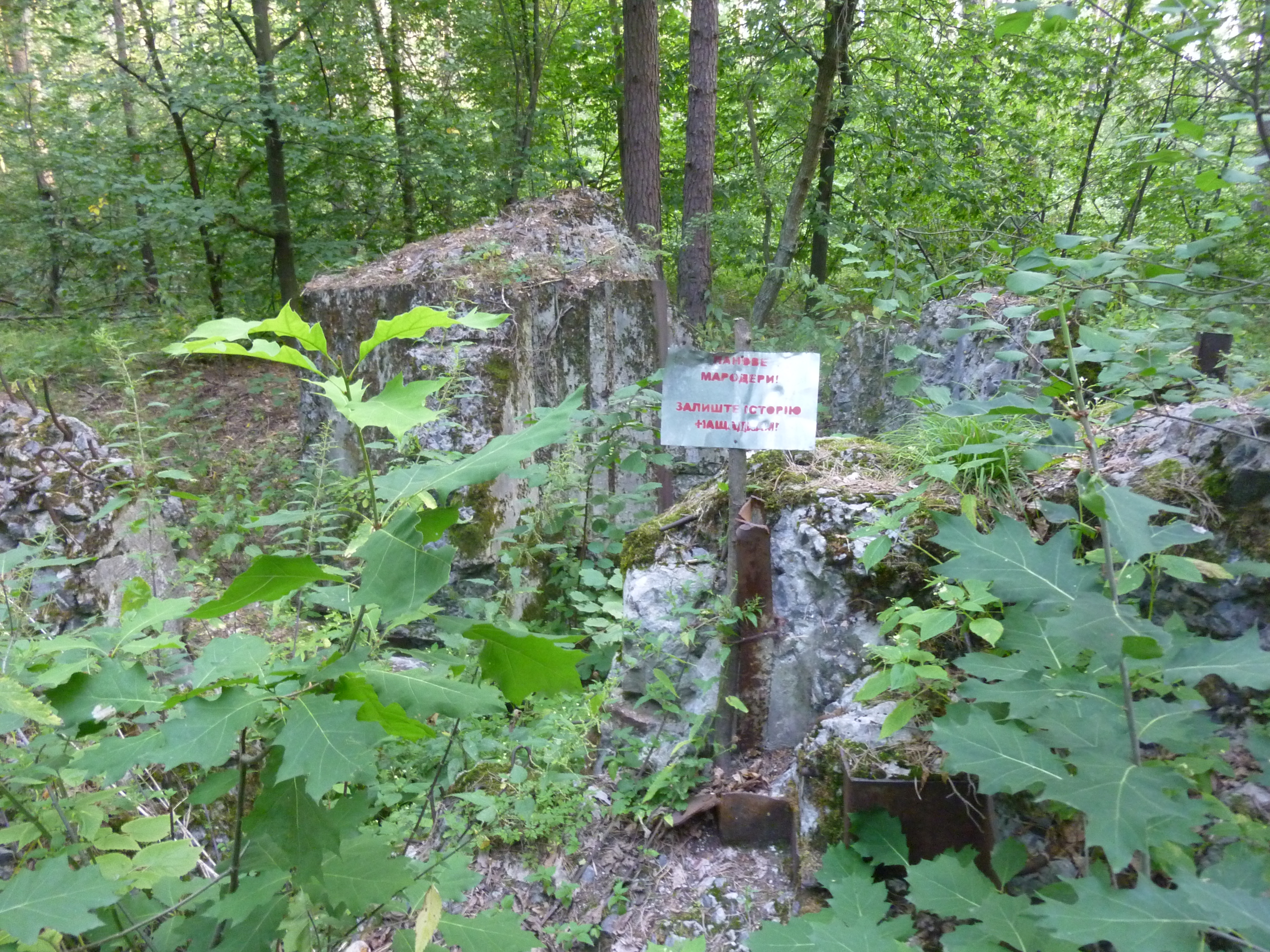
Надпись гласит: "Господа мародеры, оставьте историю потомкам"